# Pieter Dirksen
Pieter Dirksen (Brisbane, 1961) is een Nederlands klavecinist, organist en musicoloog.

## Levensloop
Pieter Dirksen promoveerde in 1996 aan de Universiteit Utrecht cum laude op een proefschrift over de klaviermuziek van Jan Pieterszoon Sweelinck. Dit werd onderscheiden met een Erasmusprijs. Hij publiceerde studies en uitgaven met name op het gebied van de Noord-Europese klaviermuziek van Sweelinck tot Bach, is lid van de redactieraad van het Bach-Jahrbuch en geeft lezingen en seminars.
Pieter Dirksen is lid en artistiek co-leider van Combattimento (opvolger van het Combattimento Consort Amsterdam)leider van Himmelsburg. Als continuospeler speelt hij met diverse andere orkesten en ensembles. Daarnaast geeft hij solorecitals op klavecimbel en op (historische) orgels in binnen- en buitenland. Hij geeft masterclasses in onder meer Haarlem, Utrecht, Göteborg, Leufsta Bruk, Leipzig, Wolfenbüttel, Palencia, Cuenca, Smarano, Basel, Moskou, Rochester en Cambridge. Hij is titulair organist van het historische orgel van Andries Severijn uit ca.1650 in de Martinuskerk te Cuijk.

## Discografie (selectie)
- Georg Böhm: Organ Chorales (Severijn organ Cuijk, 1996)
- Johann Sebastian Bach: 17 Concerto Arrangements for Harpsichord (1999)
- Louis Couperin: Pièces d'Orgue (Severijn organ, 2005)
- (met La Suave Melodia) Johan Schenck: Il Giardino Armonico (world premiere recording, 2007)
- Johann Sebastian Bach: Art of Fugue (2007)
- Heinrich Scheidemann: Harpsichord Music (world premiere recording, 2008)
- (met Cassandra Luckhardt) Johann Sebastian Bach: Gambasonates (2009)
- Johann Sebastian Bach: Goldberg Variations & Canonic Variations (2010)
- (met diverse spelers) Jan Pieterszoon Sweelinck: De orgel- en klavecimbelwerken (2013-14)
- (met Vincent van Laar) Franz Tunder: Orgelwerke (Schnitger organ Groningen, 2015)
- Johann Sebastian Bach: Toccatas for Harpsichord (2021)
- François Couperin: Pièces d'Orgue (Severijn organ 2021)
- (met Combattimento) Bach Restored: Four Concertos and a Partita, reconstructed by Pieter Dirksen (2024)
- Johann Jakob Froberger: Libro Secondo (2025)

## Edities (selectie)
- Psalm Variations from Lynar B 7 (1996)
- Heinrich Scheidemann: Complete Harpsichord Music (2000)
- (met Jean Ferrard) Peeter Cornet: Complete Keyboard Music (2001)
- Johann Christoph Bach: Keyboard Music (2002)
- The ‘Lynar’ Virginal Book (2002)
- Jan Pieterszoon Sweelinck: Complete Keyboard Music IV – Song and Dance Variations (2004)
- Johann Adam Reincken: Complete Organ Music – Chorale Fantasias and Toccatas (2005)
- Jan Pieterszoon Sweelinck: Complete Keyboard Music II – Fantasias (2007)
- Dieterich Buxtehude (?): Nun freut euch, lieben Christen gmein [first edition] (2007)
- Johann Sebastian Bach: Complete Organ Works V – Sonatas, Trios, Concertos (2010)
- Samuel Scheidt: Keyboard Music Transmitted in Manuscript Form (2011)
- Johann Sebastian Bach: Trio Sonata in G minor after BWV 76/8 and 528 [reconstruction] (2013)
- Johann Sebastian Bach: Complete Organ Works III – Fantasias, Fugues (2016)
- Johann Sebastian Bach: Cantate 188, "Ich habe meine Zuversicht" [reconstructie] (2017)
- Heinrich Scheidemann: Chorale Fantasias (2022)
- Johann Sebastian Bach: Cantate 197.1, "Ehre sei Gott in der Höhe" [reconstructie] (2022)
- Johann Jakob Froberger: Suites for Harpsichord (2023)

## Monografieën
- (ed.) The Harpsichord and its Repertoire (1992)
- Studien zur Kunst der Fuge von Johann Sebastian Bach (1994)
- The Keyboard Music of Jan Pieterszoon Sweelinck (1997)
- (ed.) Sweelinck Studies (2002)
- Heinrich Scheidemann's Keyboard Music (2007)
- (ed.) De geheimen van de Matthäus-Passion. Handwerk en mystiek van een meesterwerk (2010)
- Jan Pieterszoon Sweelinck: De Orpheus van Amsterdam (2021)
- Jan Pieterszoon Sweelinck: The Orpheus of Amsterdam (2025)

## Artikelen (selectie)
- Sweelinck's Opera Dubia – a Contribution to the Study of His Keyboard Music (1986)
- Der Umfang des handschriftlich überlieferten Clavierwerkes von Samuel Scheidt (1991)
- The Background to Bach's Fifth Brandenburg Concerto (1992)
- Scheidemann, Scheidt und die Toccata (2000)
- De Sweelinck-overlevering in de Zuidelijke Nederlanden (2001)
- (met Rudolf Rasch) Eine neue Quelle zu Frobergers Cembalosuiten (2001)
- Perspectives on John Bull's Keyboard Music after 1613 (2002)
- Die Kantate "Erfreute Zeit im neuen Bunde" BWV 83 und die Rolle der Violine in Bachs erstem Leipziger Jahrgang (2002)
- The Sweelinck Paradox: Researching, Analysing and Performing Sweelinck's Keyboard Music (2002)
- Bachs "Acht Choralfughetten" – Ein unbeachtetes Leipziger Sammelwerk? (2002)
- Dieterich Buxtehude and the Chorale Fantasia (2003)
- New Perspectives on Lynar A1 (2003)
- Ein verschollenes Weimarer Kammermusikwerk Johann Sebastian Bachs? Zur Vorgeschichte der Sonate e-Moll für Orgel (2003)
- Zum Fantasiebegriff bei Samuel Scheidt (2006)
- The Enigma of the stylus phantasticus and Dieterich Buxtehude’s Praeludium in G Minor BuxWV 163 (2006)
- Eine wenig bekannte Quelle zur Aufführungspraxis bei Georg Friedrich Händel (2007)
- J.S. Bach's Violin Concerto in G Minor (2008)
- Zur geistlichen Vokalmusik Nicolaus Adam Struncks (2009)
- J.S. Bach und die Tradition der Choralpartita (2009)
- Zur Echtheit der Johann Christoph Bach (1642-1703) zugeschriebenen Clavierwerke (2010)
- Zur Umfang des erhaltenen Orgelwerks von Wilhelm Friedemann Bach (2012)
- Orlando Gibbons's Keyboard Music: The Continental Perspective (2013)
- Bach's Fantasia and Fugue in G minor BWV 542 (2016)
- Towards a Canon of the Keyboard Music of John Bull (2017)
- Georg Böhm's Keyboard Music: Questions of Authorship and Connections with the Music of Johann Sebastian Bach (2018)
- Buxtehude und Bach: Neue Perspektiven (2019)
- François Couperin's "Mysterieuse" fourth harpsichord book (2019)
- Bach's chorale partita Ach, was soll ich Sünder machen, BWV 770 (2019)
- Auf den Spuren von J.S. Bachs Flötenkonzerte (2020)
- Sweelinckiana (2021)
- (met Michiel Roscam Abbing) Eustachius Hackert - Een onbekende leerling van Sweelinck (2021)
- J.S. Bach, the fuga contraria, and the Lutheran Concept of Inversion (2021)